# Sea the Stars
Sea the Stars je dostihový kůň narozený v Irsku, který běhal rovinové dostihy. V roce 2009 zvítězil v nejprestižnějších evropských dostizích jako je Epsom Derby a Prix de l'Arc de Triomphe a stal se nejlépe hodnoceným dostihovým koněm světa. Majitelem koně je majitel nočního klubu z Hongkongu Christopher Tsui. 13. října 2009 oznámil jeho trenér John Oxx že Sea the Stars již nebude pokračovat v dostihové kariéře a odchází do chovu. Celkem v kariéře absolvoval 9 dostihů, z nichž v 8 zvítězil, vždy ho vedl žokej Michael Kinane.

## Vítězství ve velkých dostizích
Spojené království
- Epsom Derby (2009)
- 2,000 Guineas Stakes (2009)
- Eclipse Stakes (2009)
- International Stakes (2009)

 Irsko
- Beresford Stakes (2008)
- Irish Champion Stakes (2009)

 Francie
- Prix de l'Arc de Triomphe (2009)